# Dångebo
Dångebo är en ort i Tingsryds kommun, Kronobergs län och kyrkby i Södra Sandsjö socken. Från 2015 avgränsas här två småorter.
Södra Sandsjö kyrka ligger här.

## Historia
I 1567 års jordebok nämns bönderna Lasse, Nils och Måns i Dångebode som skattebönder.
Dångebo var en by i Södra Sandsjö socken och här växte fram en mindre bebyggelse som fick namnet Klubben. Under efterkrigstiden blev samhället en mindre tätort med namnet Dångebo.

## Dångebo enligt Svenska orter: atlas över Sverige med ortbeskrivning 1932
Dångebo, by och lägenheter i Kronoberg län, Södra Sandsjö kommun, poststation och telefonstation; 19 jordbruksfastigheter och 54 andra fastigheter. Taxeringsvärde å jordbruksfastigheter 243 000 kr., därav 115 500 jordbruksvärde och 127 500 skogsvärde, å andra fastigheter 130 700. På Dångebo nr 1—3 ligger samhället Klubben.
Klubben,  egnahems- och villasamhälle i Kronobergs län, Södra Sandsjö kommun, 1 km söder om kyrkan; c:a 125 invånare den 1 januari 1931 Ingår i fastigheterna Dångebo nr 1—3.
Dångebo nr 2, 3, 113/32 mantal ägare Kockums järnverks aktiebolag, Malmö; areal 455,2 hektar, därav 39,5 hektar åker, 390 hektar skog, taxeringsvärde å jordbruksfastigheter 129 600 kr., därav 46 600 jordbruksvärde och 83 000 skogsvärde. Garveri taxeringsvärde å annan fastighet 6 000 kr.

## Föreningar och företag
I Dångebo samhälle låg Södra Sandsjö kommuns ålderdomshem Sjöviksgården. Här fanns en lanthandel som Arvid Sandmark drev.
Södra Sandsjö Hembygdsgård ligger i Dångebo på adressen Erland Oséens väg 1, 36293 Tingsryd. Oséenska Gården byggdes 1818 och är en gårdsmiljö från tidigt 1800-tal. Mangårdsbyggnaden uppförde 1818 och inrymmer nu skolmuseum, textil, och gjutjärn från Örmo Bruk med fler samlingar.
Dångebo samhällsförening är en ideell förening som driver Näsets bad och naturcamping. Föreningen är också med i olika projekt och evenemang för att öka trivseln och gemenskapen i byn.
Naturcampingen har en badplats och ligger ute på udden Näset i Dångebo utmed väg 120. Fotbollsplan finns också på udden samt flera bra fiskeplatser (fiskekort behövs). På campingen finns toaletter och varmvatten med servicebyggnader med kök toaletter dusch.
Sjöviksgården Hotell och Vandrarhem (före detta ålderdomshem) låg i Dångebo vid Sandsjön.  Här fanns 50 bäddar. Vandrarhemmet är nu stängt. 

## Befolkningsutveckling
| Befolkningsutvecklingen i Dångebo 1960–2015                          | Befolkningsutvecklingen i Dångebo 1960–2015 | Befolkningsutvecklingen i Dångebo 1960–2015 | Befolkningsutvecklingen i Dångebo 1960–2015 | Befolkningsutvecklingen i Dångebo 1960–2015 |
| -------------------------------------------------------------------- | ------------------------------------------- | ------------------------------------------- | ------------------------------------------- | ------------------------------------------- |
|                                                                      |                                             |                                             |                                             |                                             |
| År                                                                   |                                             |                                             | Folkmängd                                   | Areal (ha)                                  |
| 1960                                                                 | 1960                                        |                                             | 277                                         |                                             |
| 1965                                                                 | 1965                                        |                                             | 259                                         |                                             |
| 1970                                                                 | 1970                                        |                                             | 242                                         |                                             |
| 1975                                                                 | 1975                                        |                                             | 232                                         |                                             |
| 1980                                                                 | 1980                                        |                                             | 210                                         |                                             |
| 1990                                                                 | 1990                                        |                                             | 203                                         | 72                                          |
| 1995                                                                 | 1995                                        |                                             | 194                                         | 73#                                         |
| 2000                                                                 | 2000                                        |                                             | 182                                         | 71#                                         |
| 2005                                                                 | 2005                                        |                                             | 166                                         | 71#                                         |
| 2010                                                                 | 2010                                        |                                             | 151                                         | 71#                                         |
| 2015                                                                 | 2015                                        |                                             | 79                                          | 35#                                         |
| Anm.: Upphörde som tätort 1995. Småorten delades 2015. # Som småort. |                                             |                                             |                                             |                                             |

| Befolkningsutvecklingen i Dångebo södra 2015–2015 | Befolkningsutvecklingen i Dångebo södra 2015–2015 | Befolkningsutvecklingen i Dångebo södra 2015–2015 | Befolkningsutvecklingen i Dångebo södra 2015–2015 | Befolkningsutvecklingen i Dångebo södra 2015–2015 |
| ------------------------------------------------- | ------------------------------------------------- | ------------------------------------------------- | ------------------------------------------------- | ------------------------------------------------- |
|                                                   |                                                   |                                                   |                                                   |                                                   |
| År                                                |                                                   |                                                   | Folkmängd                                         | Areal (ha)                                        |
| 2015                                              | 2015                                              |                                                   | 53                                                | 26#                                               |
| Anm.: Småorten delades 2015. # Som småort.        |                                                   |                                                   |                                                   |                                                   |